# Tirreno–Adriatico 2021
56. ročník etapového cyklistického závodu Tirreno–Adriatico se konal mezi 10. a 16. březnem 2021 v Itálii. Celkovým vítězem se stal Slovinec Tadej Pogačar (UAE Team Emirates) před druhým Belgičanem Woutem van Aertem (Team Jumbo–Visma) a třetím Španělem Mikelem Landou.
Vítězem bodovací soutěže se stal Wout van Aert i díky vítězství v úvodní a závěrečné etapě, individuální časovce. Nejlepším vrchařem i nejlepším mladým jezdcem se stal Tadej Pogačar. Tým Astana–Premier Tech vyhrál soutěž týmů.

## Týmy
Závodu se zúčastnilo celkem 25 týmů, z toho všech 19 UCI WorldTeamů a 6 UCI ProTeamů. Každý tým nastoupil se 7 jezdci, celkem tedy odstartovalo 175 jezdců. Do cíle dojelo 159 jezdců.
Týmy, které se zúčastnily závodu, byly:
UCI WorldTeamy
- AG2R Citroën Team
- Astana–Premier Tech
- Bora–Hansgrohe
- Cofidis
- Deceuninck–Quick-Step
- EF Education–Nippo
- Groupama–FDJ
- Ineos Grenadiers
- Intermarché–Wanty–Gobert Matériaux
- Israel Start-Up Nation
- Lotto–Soudal
- Movistar Team
- Team Bahrain Victorious
- Team BikeExchange
- Team DSM
- Team Jumbo–Visma
- Team Qhubeka Assos
- Trek–Segafredo
- UAE Team Emirates

UCI ProTeamy
- Alpecin–Fenix
- Androni Giocattoli–Sidermec
- Arkéa–Samsic
- Eolo–Kometa
- Gazprom–RusVelo
- Total Direct Énergie

## Trasa a etapy
| Etapa | Datum      | Trasa                                               | Vzdálenost | Typ | Typ                  | Vítěz                      |
| ----- | ---------- | --------------------------------------------------- | ---------- | --- | -------------------- | -------------------------- |
| 1     | 10. března | Lido di Camaiore - Lido di Camaiore                 | 156 km     |     | Rovinatá etapa       | Wout van Aert (BEL)        |
| 2     | 11. března | Camaiore- Chiusdino                                 | 226 km     |     | Kopcovitá etapa      | Julian Alaphilippe (FRA)   |
| 3     | 12. března | Monticiano - Gualdo Tadino                          | 189 km     |     | Kopcovitá etapa      | Mathieu van der Poel (NED) |
| 4     | 13. března | Terni - Prati di Tivo                               | 148 km     |     | Horská etapa         | Tadej Pogačar (SLO)        |
| 5     | 14. března | Castellalto- Castelfidardo                          | 205 km     |     | Kopcovitá etapa      | Mathieu van der Poel (NED) |
| 6     | 15. března | Castelraimondo - Lido di Fermo                      | 169 km     |     | Rovinatá etapa       | Mads Würtz Schmidt (DEN)   |
| 7     | 16. března | San Benedetto del Tronto - San Benedetto del Tronto | 11,1 km    |     | Individuální časovka | Wout van Aert (BEL)        |

## Průběžné pořadí
| Etapa          | Vítěz                | Celkové pořadí | Bodovací soutěž | Vrchařská soutěž  | Soutěž mladých jezdců | Soutěž týmů           |
| -------------- | -------------------- | -------------- | --------------- | ----------------- | --------------------- | --------------------- |
| 1              | Wout van Aert        | Wout van Aert  | Wout van Aert   | Vincenzo Albanese | Mattia Bais           | Deceuninck–Quick-Step |
| 2              | Julian Alaphilippe   | Wout van Aert  | Wout van Aert   | Vincenzo Albanese | Pavel Sivakov         | Deceuninck–Quick-Step |
| 3              | Mathieu van der Poel | Wout van Aert  | Wout van Aert   | Vincenzo Albanese | Tadej Pogačar         | Deceuninck–Quick-Step |
| 4              | Tadej Pogačar        | Tadej Pogačar  | Wout van Aert   | Tadej Pogačar     | Tadej Pogačar         | Ineos Grenadiers      |
| 5              | Mathieu van der Poel | Tadej Pogačar  | Wout van Aert   | Tadej Pogačar     | Tadej Pogačar         | Astana–Premier Tech   |
| 6              | Mads Würtz Schmidt   | Tadej Pogačar  | Wout van Aert   | Tadej Pogačar     | Tadej Pogačar         | Astana–Premier Tech   |
| 7              | Wout van Aert        | Tadej Pogačar  | Wout van Aert   | Tadej Pogačar     | Tadej Pogačar         | Astana–Premier Tech   |
| Konečné pořadí | Konečné pořadí       | Tadej Pogačar  | Wout van Aert   | Tadej Pogačar     | Tadej Pogačar         | Astana Premier Tech   |

## Konečné pořadí

### Celkové pořadí
| Pořadí | Jezdec                | Tým                     | Čas         |
| ------ | --------------------- | ----------------------- | ----------- |
| 1      | Tadej Pogačar (SLO)   | UAE Team Emirates       | 26h 36’ 17” |
| 2      | Wout van Aert (BEL)   | Team Jumbo–Visma        | + 1’ 03”    |
| 3      | Mikel Landa (ESP)     | Team Bahrain Victorious | + 3’ 57”    |
| 4      | Egan Bernal (COL)     | Ineos Grenadiers        | + 4’ 13”    |
| 5      | Matteo Fabbro (ITA)   | Bora–Hansgrohe          | + 4’ 37”    |
| 6      | João Almeida (POR)    | Deceuninck–Quick-Step   | + 4’ 54”    |
| 7      | Tim Wellens (BEL)     | Lotto–Soudal            | + 5’ 00”    |
| 8      | Romain Bardet (FRA)   | Team DSM                | + 5’ 50”    |
| 9      | Vincenzo Nibali (ITA) | Trek–Segafredo          | + 6’ 30”    |
| 10     | Simon Yates (GBR)     | Team BikeExchange       | + 7’ 45”    |

### Bodovací soutěž
| Pořadí | Jezdec                     | Tým                    | Body |
| ------ | -------------------------- | ---------------------- | ---- |
| 1      | Wout van Aert (BEL)        | Team Jumbo–Visma       | 55   |
| 2      | Tadej Pogačar (SLO)        | UAE Team Emirates      | 42   |
| 3      | Mathieu van der Poel (NED) | Alpecin–Fenix          | 39   |
| 4      | Mads Würtz Schmidt (DEN)   | Israel Start-Up Nation | 20   |
| 5      | Sergio Higuita (COL)       | EF Education–Nippo     | 15   |
| 6      | Simone Velasco (ITA)       | Gazprom–RusVelo        | 14   |
| 7      | João Almeida (POR)         | Deceuninck–Quick-Step  | 14   |
| 8      | Davide Ballerini (ITA)     | Deceuninck–Quick-Step  | 14   |
| 9      | Simon Yates (GBR)          | Team BikeExchange      | 13   |
| 10     | Julian Alaphilippe (FRA)   | Deceuninck–Quick-Step  | 12   |

### Vrchařská soutěž
| Pořadí | Jezdec                     | Tým                         | Body |
| ------ | -------------------------- | --------------------------- | ---- |
| 1      | Tadej Pogačar (SLO)        | UAE Team Emirates           | 24   |
| 2      | Mads Würtz Schmidt (DEN)   | Israel Start-Up Nation      | 20   |
| 3      | Mathieu van der Poel (NED) | Alpecin–Fenix               | 18   |
| 4      | Egan Bernal (COL)          | Ineos Grenadiers            | 16   |
| 5      | Simon Yates (GBR)          | Team BikeExchange           | 15   |
| 6      | Vincenzo Albanese (ITA)    | Eolo–Kometa                 | 13   |
| 7      | Mattia Bais (ITA)          | Androni Giocattoli–Sidermec | 12   |
| 8      | Pello Bilbao (ESP)         | Team Bahrain Victorious     | 8    |
| 9      | Simone Velasco (ITA)       | Gazprom–RusVelo             | 8    |
| 10     | Filippo Ganna (ITA)        | Ineos Grenadiers            | 7    |

### Soutěž mladých jezdců
| Pořadí | Jezdec                   | Tým                         | Čas         |
| ------ | ------------------------ | --------------------------- | ----------- |
| 1      | Tadej Pogačar (SLO)      | UAE Team Emirates           | 26h 36’ 17” |
| 2      | Egan Bernal (COL)        | Ineos Grenadiers            | + 4’ 13”    |
| 3      | João Almeida (POR)       | Deceuninck–Quick-Step       | + 4’ 54”    |
| 4      | Tobias Foss (NOR)        | Team Jumbo–Visma            | + 12’ 39”   |
| 5      | Pavel Sivakov (RUS)      | Ineos Grenadiers            | + 14’ 58”   |
| 6      | Sergio Higuita (COL)     | EF Education–Nippo          | + 22’ 12”   |
| 7      | Simon Carr (GBR)         | EF Education–Nippo          | + 26’ 17”   |
| 8      | Giovanni Aleotti (ITA)   | Bora–Hansgrohe              | + 30’ 18”   |
| 9      | Natnael Tesfatsion (ERI) | Androni Giocattoli–Sidermec | + 31’ 17”   |
| 10     | Quinn Simmons (USA)      | Trek–Segafredo              | + 36’ 17”   |

### Soutěž týmů
| Pořadí | Tým                     | Čas         |
| ------ | ----------------------- | ----------- |
| 1      | Astana–Premier Tech     | 80h 16’ 45” |
| 2      | Ineos Grenadiers        | + 2’ 48”    |
| 3      | Movistar Team           | + 13’ 15”   |
| 4      | Team Jumbo–Visma        | + 14’ 12”   |
| 5      | Team DSM                | + 17’ 34”   |
| 6      | UAE Team Emirates       | + 17’ 52”   |
| 7      | Trek–Segafredo          | + 18’ 35”   |
| 8      | Bora–Hansgrohe          | + 20’ 43”   |
| 9      | Team Bahrain Victorious | + 21’ 02”   |
| 10     | Deceuninck–Quick-Step   | + 23’ 30”   |